# 本草和名
『本草和名』（ほんぞうわみょう）とは深根輔仁撰による日本現存最古の薬物辞典（本草書）である。輔仁本草（ほにんほんぞう）などの異名がある。
本書は醍醐天皇に侍医・権医博士として仕えた深根輔仁により延喜18年（918年）に編纂された。唐の『新修本草』を範に取り、その他漢籍医学・薬学書に書かれた薬物に倭名を当てはめ、日本での産出の有無及び産地を記している。当時の学問水準より比定の誤りなどが見られるが、平安初期以前の薬物の和名をことごとく記載しておりかつ来歴も明らかで、本拠地である中国にも無いいわゆる逸文が大量に含まれ、散逸医学文献の旧態を知る上で、また中国伝統医学の源を探る上でも貴重な資料である。また、丹波康頼の『医心方』にも引用されるなど後世の医学・博物学に影響を与えた。また、平安時代前期の国語学史の研究の上でも貴重な資料である。
その後、長く不明になっていたが、江戸幕府の医家多紀元簡が紅葉山文庫より上下2巻全18編の古写本を発見して再び世に伝えられるようになった。多紀元簡により発見された古写本の現時点の所在は不明であるが、多紀が寛政8年（1796年）に校訂を行って刊行し、6年後に民間にも出された版本が存在する他、古写本を影写した森立之の蔵本が台湾の国立故宮博物院に現存する。

## 関連文献
- 丸山裕美子・武倩 編著『本草和名－影印・翻刻と研究－』汲古書院、2021年。ISBN 9784762942396